# Karschia borszczevskii
Espèce
Karschia borszczevskii est une espèce de solifuges de la famille des Karschiidae.

## Distribution
Cette espèce est endémique d'Ouzbékistan. Elle se rencontre dans les monts Hissar.

## Étymologie
Cette espèce est nommée en l'honneur de L. S. Borszczevski.

## Publication originale
- Birula, 1935 : Über neue oder wenig bekannte Arten der Gattung Karschia Walter (Solifugae). Zoologischer Anzeiger, vol. 110, p. 301-310.